# (24188) Matthewage
(24188) Matthewage est un astéroïde de la ceinture principale d'astéroïdes.

## Description
(24188) Matthewage est un astéroïde de la ceinture principale d'astéroïdes. Il fut découvert le 6 décembre 1999 à Socorro (Nouveau-Mexique) par le projet LINEAR. Il présente une orbite caractérisée par un demi-grand axe de 2,40 UA, une excentricité de 0,06 et une inclinaison de 6,8° par rapport à l'écliptique.

## Compléments